# 九四式飛二号無線機
九四式飛二号無線機（きゅうよんしきひにごうむせんき）は、大日本帝国陸軍の開発した対地上通信用の航空無線機である。短波および中短波を使用し、最大対地電信距離は十号無線機と対向して約600kmである。十一号無線機と対向すれば約30kmの距離で電話通信が可能だった。全備重量は約50kg。昭和10年12月に仮制式の上申が行われた。

## 開発経緯
昭和6年度から審査を開始。この中距離飛行機用機材は短波および中短波を使用し、電信通信距離は十号無線機と対向通信し150km、放送300km、重量約50kgを目指すものだった。
昭和7年度中に通話機能の追加、対地送信500kmとなるよう審査要件が変更された。対地受信もこれと同程度となるよう研究が行われた。同年6月から8月、試作機を試験し改修。さらに下志津陸軍飛行学校で初期の性能を持つことが確認された。十一号無線機と対向した場合には空地間距離20kmで電話通信が可能であり、30kmでの通話も可能だった。十号無線機と対向した場合には70kmの距離で電話通信が可能だった。変調器を改善することで通信能力の増強が見込まれた。
昭和8年2月、満州北部で冬期試験を実施した。電気的機能になお改善の必要があったが距離500kmでの空地間通信が可能だった。電源を除き、外気温に対して特別の処置を講じる必要はなかった。
昭和8年度には以下のように審査要件が修正された。短波または中短波を使用、重量約50kg、十号無線機と対向し通信距離500km、十一号無線機と対向し約30kmの電話通信が可能であることである。また爆撃機への搭載用にも研究された。昭和8年4月には飛行第七連隊の重爆撃機に十五号無線機を搭載し試験した。周波数帯の選定によっては距離1,000kmで実用通信が可能だった。7月には型式を確定した。
昭和9年初頭、満州北部で試作機を試験。性能は概ね良好、受信機の感度が良好、取扱いが容易と判定された。ただし一部試験は実施できなかった。昭和9年中に審査要件が変えられ、対地電信送信距離が600kmに延長された。昭和9年7月には乾電池と蓄電池を廃止し、8月から10月には初期の性能を持つことが確認された。
昭和10年3月、短期に製造可能なことが確認された。11月には仮制式制定が容認され、12月に上申が行われた。

## 構造と機能
送信装置、受信装置、電源、空中線材料、送話器、受話器、電鍵、変調器と材料から構成される。送信装置は水晶制御と主発振によって電信または電話が可能だった。周波数範囲は1,500から7,500キロサイクル毎秒である。受信機には拡大と検波機能があり、周波数範囲は送信装置と同じだった。電源はプロペラと直流発電機を直結したもので、飛行時の風圧をプロペラが受けて回転し発電するものである。定格電圧は高圧700ボルト、低圧9ボルト。定格電流は高圧0.15アンペア、低圧9アンペア。回転数は3500回転毎分だった。空中線は絡車に内蔵され、これを垂下または巻き上げて運用する。ほか、付属品にケーブルと覆いが用意された。全備重量は50kgである。
装置は全て箱に収容し、車載運搬が可能だった。